# Urocitellus canus
Urocitellus canus е вид гризач от семейство Катерицови (Sciuridae). Видът не е застрашен от изчезване.

## Разпространение и местообитание
Разпространен е в САЩ (Айдахо, Невада и Орегон).
Обитава наводнени райони, гористи местности, пустинни области, места със суха почва, долини, ливади, пасища и храсталаци.